# Kostaq Cipo
Kostaq Simon Cipo (ur. 14 stycznia 1892 w Elbasanie, zm. 6 stycznia 1952 w Tiranie) – albański językoznawca i pedagog, w latach 1945–1946 minister edukacji w rządzie Envera Hodży.

## Życiorys
Był synem urzędnika osmańskiego Simona i Agnije z d. Xhuvani, a także siostrzeńcem Aleksandra Xhuvaniego. Uczył się od 1898 w szkole greckiej, od 1906 w tureckojęzycznej szkole w Elbasanie, a następnie przez dwa lata w gimnazjum w Bitoli. Po wybuchu I wojny bałkańskiej powrócił do rodzinnego Elbasanu, gdzie zajmował się porządkowaniem biblioteki Aqifa Pashy Elbasaniego. Dzięki wsparciu Luigji Gurakuqiego W 1913 wyjechał do Włoch, gdzie ukończył szkołę średnią w San Demetrio Corone i w 1917 podjął studia na wydziale filologicznym Uniwersytetu Rzymskiego. W czasie studiów współpracował z albańskojęzycznym pismem Kuvendi, do którego pisał teksty o literaturze albańskiej, używając pseudonimu Skampensis.
Studia ukończył w 1921 i powrócił do kraju. W latach 1921–1923 uczył w Szkole Pedagogicznej w Elbasanie. W 1923 przeniósł się do gimnazjum w Szkodrze, a dwa lata później do liceum w Korczy, gdzie pracował do 1939, pełniąc funkcję dyrektora. W tym samym roku przeniósł się do Tirany, gdzie został internowany przez władze włoskie. W sierpniu 1941 został zatrudniony na stanowisku kierownika katedry albanologicznej na Uniwersytecie we Florencji. Po powrocie do kraju zamieszkał w Pogradcu. W 1944 rozpoczął pracę w ministerstwie edukacji. Po zdobyciu władzy przez komunistów w 1945 objął kierownictwo resortu edukacji, resortem kierował do marca 1946. W latach 1946–1952 zasiadał w Zgromadzeniu Ludowym. Pod koniec życia prowadził badania naukowe nad językiem albańskim. Pod jego kierunkiem pracował zespół (Eqrem Çabej, Mahir Domi, Anton Krajni i Osman Myderrizi), który opracował wydany w 1954 w Tiranie Słownik języka albańskiego (Fjalori i gjuhës shqipe), oparty na dialekcie toskijskim i na słownikach wydanych w ZSRR.
Był żonaty (w 1929 poślubił Margaritę Papajani), miał troje dzieci. Został uhonorowany tytułem Nauczyciela Ludu (Mesues i Popullit). Imię Kostaqa Cipo nosi ulica, znajdująca się w południowo-wschodniej części Tirany (dzielnica Ali Demi), a także jedna z ulic Elbasanu.

## Dzieła
- 1947: Morfologjia Historike e Shqipes (Morfologia historyczna języka albańskiego)
- 1947: Fonetika (Fonetyka, reprint 2003)
- 1949: Gramatika Shqipe (Gramatyka języka albańskiego)
- 1952: Sintaksa (Syntaksa)